# 中村町 (福島県)
中村町（なかむらまち）は、福島県浜通り北部に存在した町で、現在の相馬市中心部に位置する旧城下町である。
町域は、中村城下を初めとして、松ヶ江村から編入した宇多川河口右岸、太平洋と松川浦に面する地域にあたる。1896年以前は宇多郡に、1896年以後は相馬郡に属していた。
戦国時代後期から江戸時代にかけて相馬氏の本拠地として盛えた旧城下町であり、現在でも相馬市の中心地区である。なお、他の「中村」と区別する際には、「陸奥中村」「相馬中村」「相馬市の中村」などという。

## 地理
福島県浜通り北部、宇多川流域の旧城下町である。中村地区を流れる宇多川は松川浦に注ぐ為に、浜通り北部の好き目印となり、坂上田村麻呂や相馬氏などの統治者から重要拠点として重視されて来た。
- 湖沼：松川浦
- 河川：宇多川、小泉川、右支小泉川

## 歴史
- 1889年（明治22年）4月1日 - 町村制の施行により、中村、中野村、西山村が合併して宇多郡中村町が発足。
- 1896年（明治29年）4月1日 - 所属郡が相馬郡に変更。
- 1897年（明治30年）11月10日 - 常磐線中村駅（現在の相馬駅）開業。
- 1929年（昭和4年）5月3日 - 松ヶ江村を編入。
- 1954年（昭和29年）3月31日 - 中村町、飯豊村・磯部村・日立木村・大野村・八幡村・山上村・玉野村が合併して、相馬市が発足。同日中村町廃止。

## 交通

### 鉄道路線
日本国有鉄道（現：東日本旅客鉄道）
- 常磐線
  - 中村駅（現：相馬駅）

### 道路
- 国道6号
- 中村街道（現：国道115号）